# Бринц, Алоис фон
Алоис фон Бринц (нем. Alois von Brinz; 1820—1887) — немецкий юрист, правовед и политический деятель.

## Биография
Алоис фон Бринц родился 25 февраля 1820 года в городке Вайлер-Зиммерберг (Бавария).

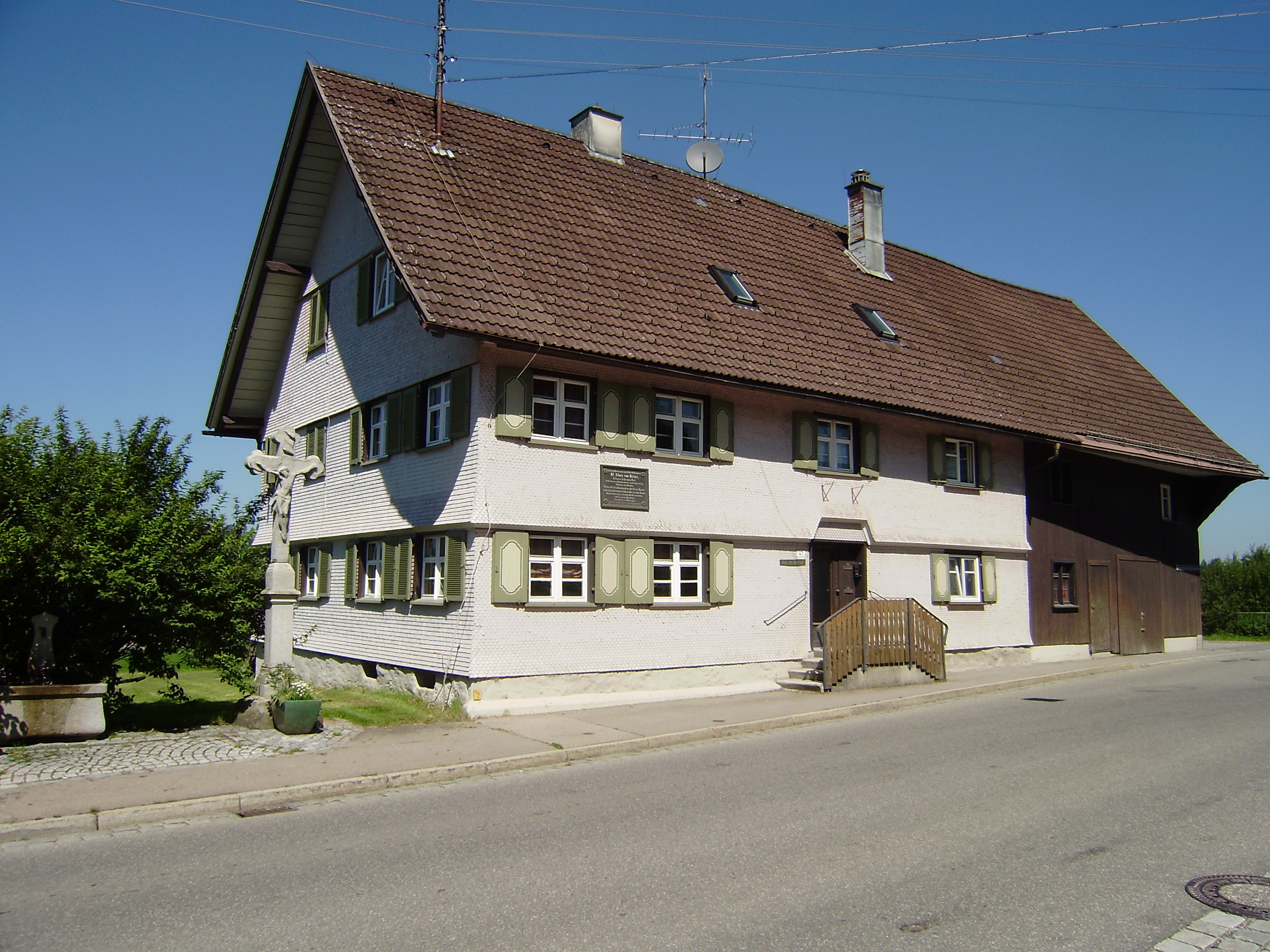
Дом где родился Алоис фон Бринц
(между этажами видна памятная доска)

Посещал гимназию в Кемптене, затем в Мюнхенском и Берлинском университетах изучал сначала филологию, а потом юриспруденцию с которой и связал свою жизнь. 
Будучи с 1844 года адвокатом в городе Мюнхене, он написал и издал свой труд озаглавленный: «Zur Lehre von der Compensation» (Лейпциг, 1849 год).
В 1852 году был приглашен на должность экстраординарного профессора в Эрлангенский университет, занял здесь в 1854 году кафедру ординарного профессора римского права и в 1857 году ту же кафедру в Пражском университете. 
Весной 1861 года Алоис фон Бринц был избран Карлсбад-Иоахимстальским округом в члены богемского сейма, который отправил его депутатом в рейхсрат, где он вскоре стал одним из выдающихся ораторов и защитников германских интересов. 
В 1866 году Бринц был приглашен профессором римского права в Тюбингенский университет, а в 1871 году в университет Мюнхена. 
Алоис фон Бринц умер 13 сентября 1887 года.

## Избранная библиография
- «Kritische Blätter civilistischen Inhalts» (Эрланген, 1852)
- «Lehrbuch der Pandekten» (2 т., Эрланген, 1857—68; 2 изд., 1873).